# Woodside Park (stanice metra v Londýně)
Woodside Park je stanice metra v Londýně. Nachází se v severním Londýně v obvodu Barnet a spadá do tarifní zóny 4. Woodside Park je v abecedním pořadí stanic londýnského metra na úplném konci. Stanice byla otevřena roku 1872 a leží na lince Northern Line (mezi stanicemi Totteridge & Whetstone a West Finchley).

## Historie
Stanice byla otevřena 1. dubna 1872 společností Great Northern Railway. Leží na trati do High Barnet, kterou tato společnost vybudovala. Původní název stanice zněl Torrington Park. Ten byl ale do měsíce změněn na „Torrington Park, Woodside“. Název „Woodside Park“ se začal používat v roce 1882. Od roku 1923 byla stanice součástí London and North Eastern Railway (LNER). Do Northern Line byla společně s úsekem do High Barnet začleněna v 30. letech 20. století v rámci projektu „Northern Heights“. První vlaky Northern Line začaly stanici obsluhovat v dubnu 1940, kdy byla trať elektrifikována. Až do následujícího roku zde zastavovaly jak vlaky metra, tak i LNER.
Stanice byla též využívána nákladními vlaky. Nedaleko se nacházelo nákladiště, které společnost British Rail využívala až do 60. let.
Dne 10. prosince 1992 vybuchla ve vozidle na staničním parkovišti bomba. Její přítomnost byla předem policii nahlášena volajícím, který tvrdil, že patří k PIRA. K incidentu došlo v době odpolední dopravní špičky, ale všechny cestující se povedlo včas evakuovat. Není známo, že by byl někdo zraněn.

## Popis stanice

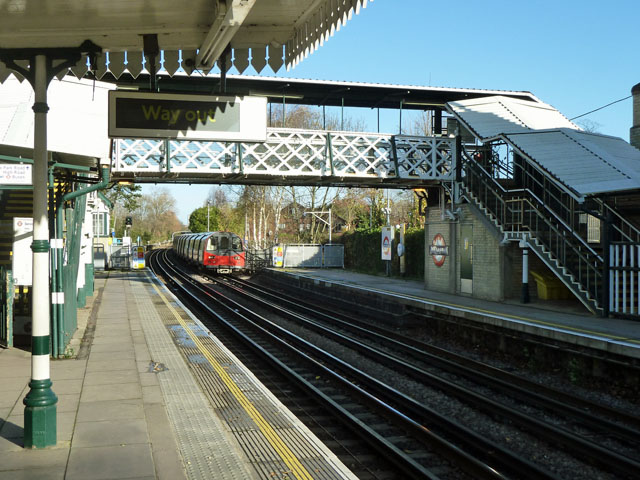
Souprava řady 1995 přijíždí do stanice

Stanice je plně nadzemní a má dvě vnější nástupiště, která jsou spojena lávkou pro pěší. Lávka slouží k propojení západní a východní části stanice, ale také umožňuje cestujícím překonat trať, aniž by museli procházet turnikety. Budova stanice si zachovává svůj viktoriánský charakter. Do její fasády je zasazená stará poštovní schránka z této doby. Hlavní vstup do stanice leží na konci slepé ulice Woodside Park Road, ale je možné vstoupit i z druhé strany trati z ulice Holden Road. V obou případech jsou nástupiště díky rampám přístupná i cestujícím na vozíku, což činí Woodside Park bezbariérově přístupnou stanicí.
Ke stanici přiléhá rozlehlá plocha, která v minulosti sloužila ke skladování uhlí. Dnes je zde parkoviště.

## Provoz
Woodside Park leží na větvi High Barnet linky Northern Line. Vlaky obsluhují stanici v průběhu celého dne kromě nočních hodin, většinou v intervalu dvou až pěti minut a zajíždějí do obou větví linky v centrálním Londýně (s konečnou Morden či Battersea Power Station). V pátek a v sobotu je k dispozici noční provoz linky přes Charing Cross do Mordenu s patnáctiminutovými intervaly. Mimo dopravní špičku se nejedná o rušnou stanici a TfL ji klasifikuje jako „lokální“.

### Dopravní návaznost
Před staniční budovou zastavuje autobusová linka 383.

### Využití stanice
| Rok  | Počet cestujících |
| ---- | ----------------- |
| 2019 | 2,25 mil.         |
| 2020 | 0,94 mil.         |
| 2021 | 1,34 mil.         |
| 2022 | 1,93 mil.         |
| 2023 | 2,35 mil.         |
| 2024 | 2,37 mil.         |

## Galerie

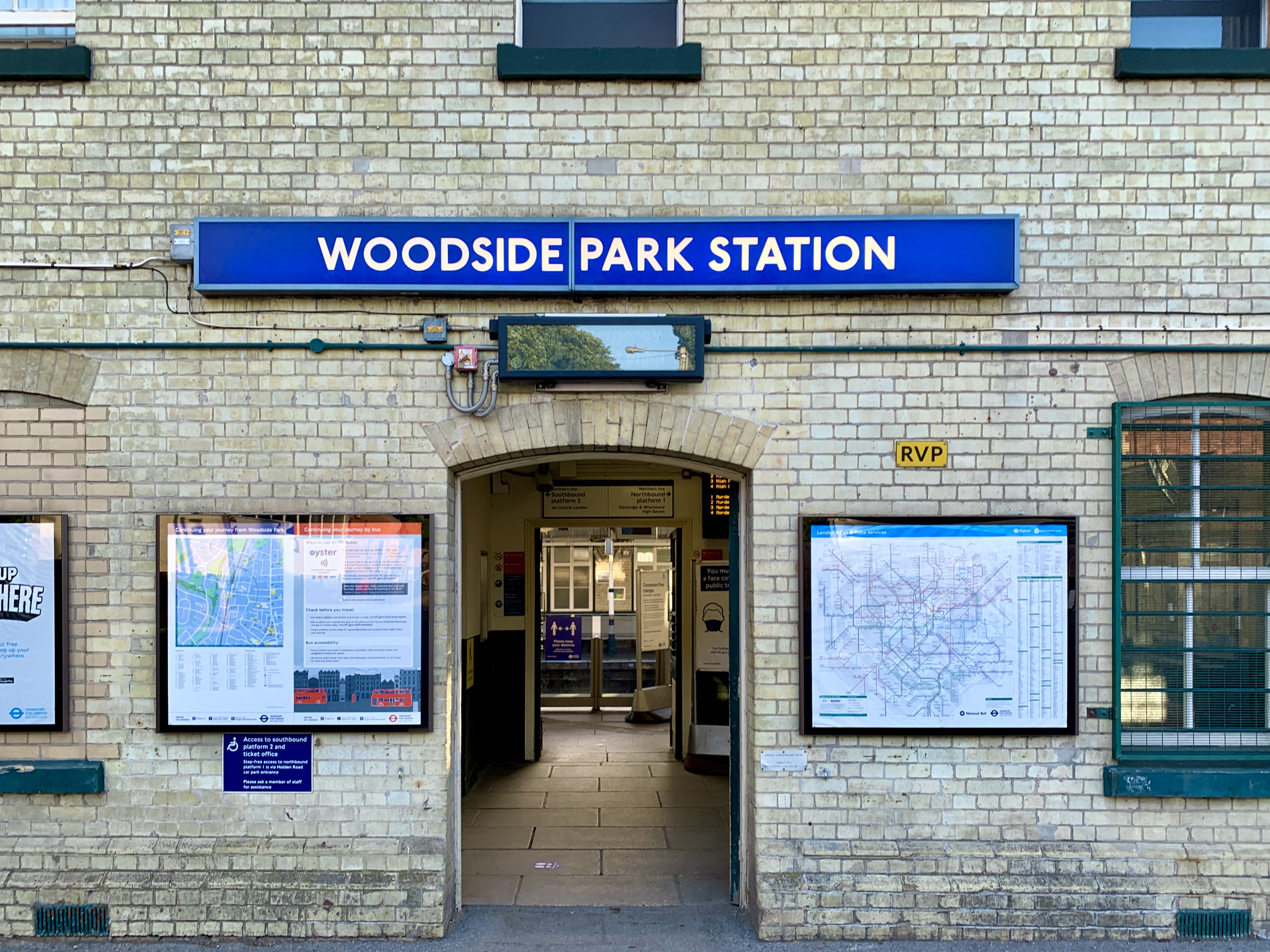
Vstup do staniční budovy
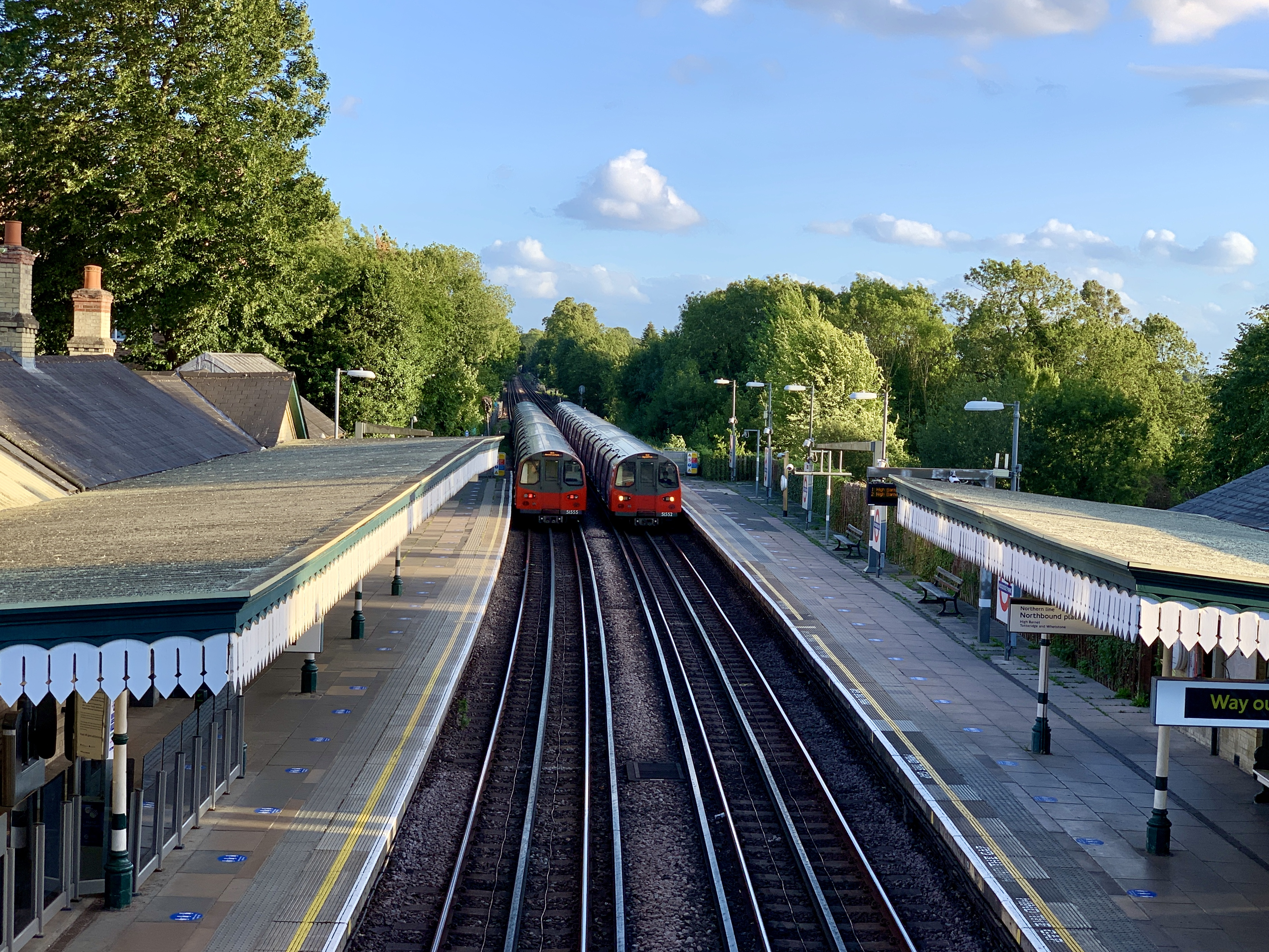
Pohled na stanici z pěší lávky
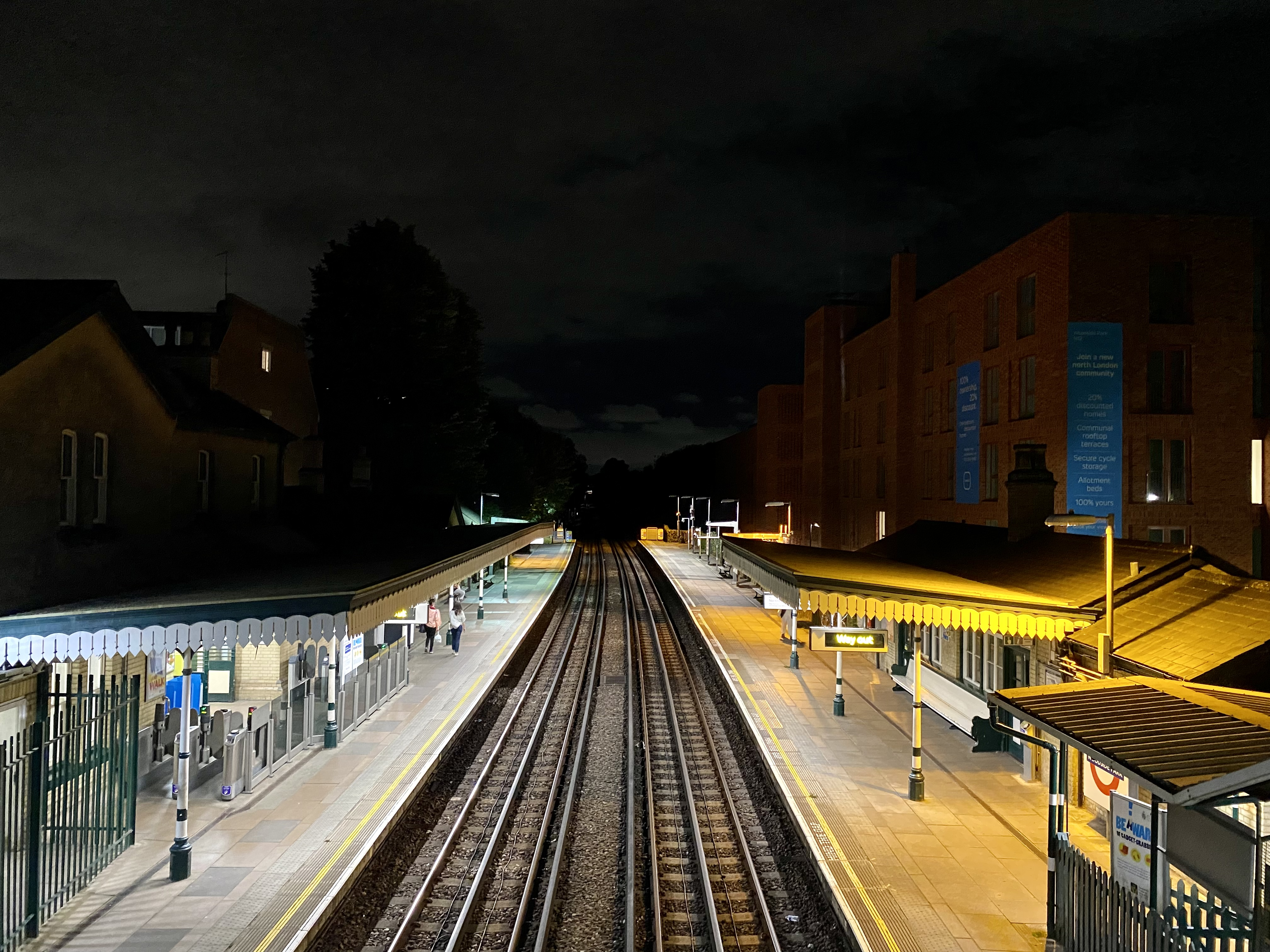
Stanice Woodside park v noci
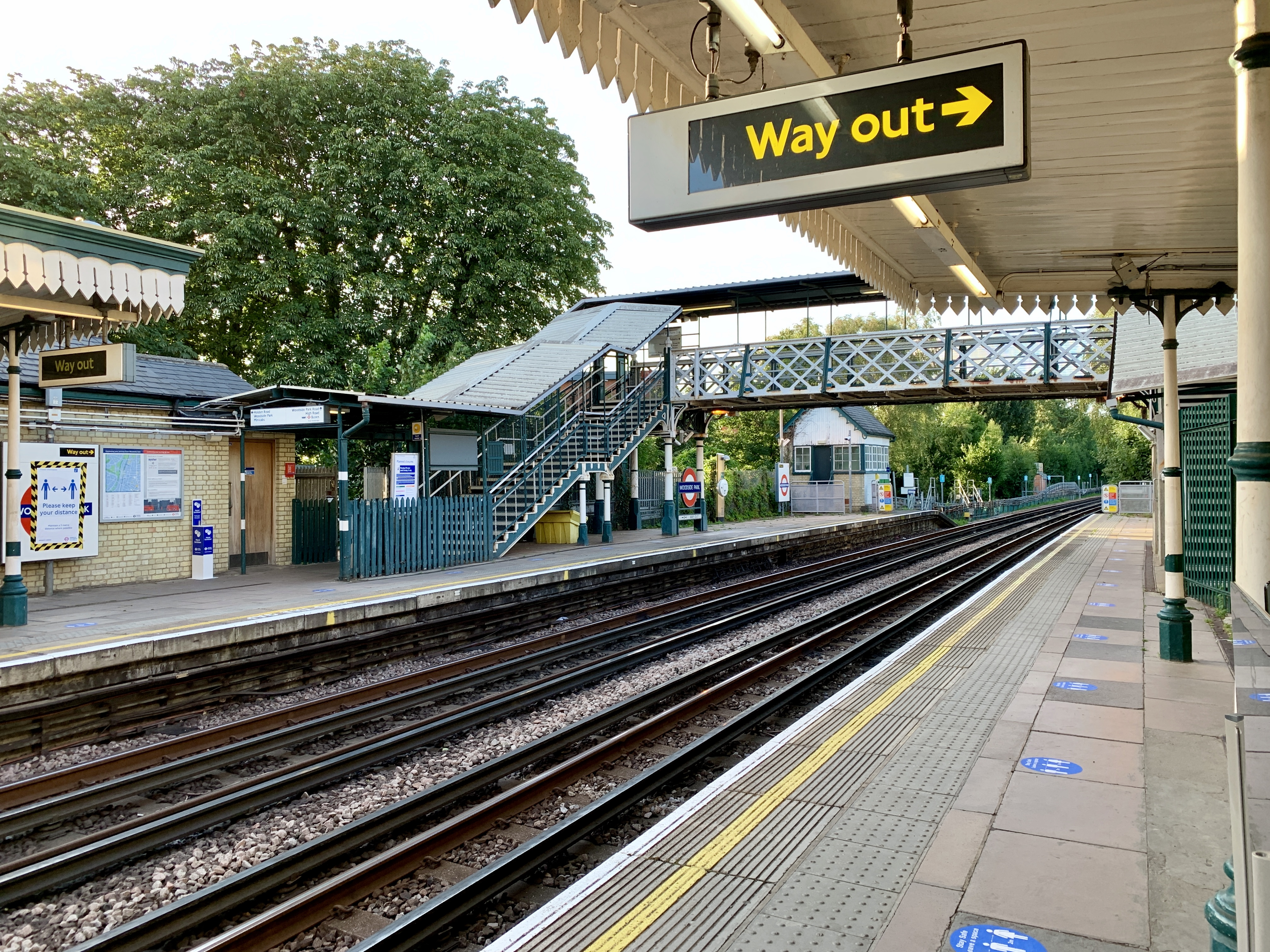
Nástupiště ve stanici
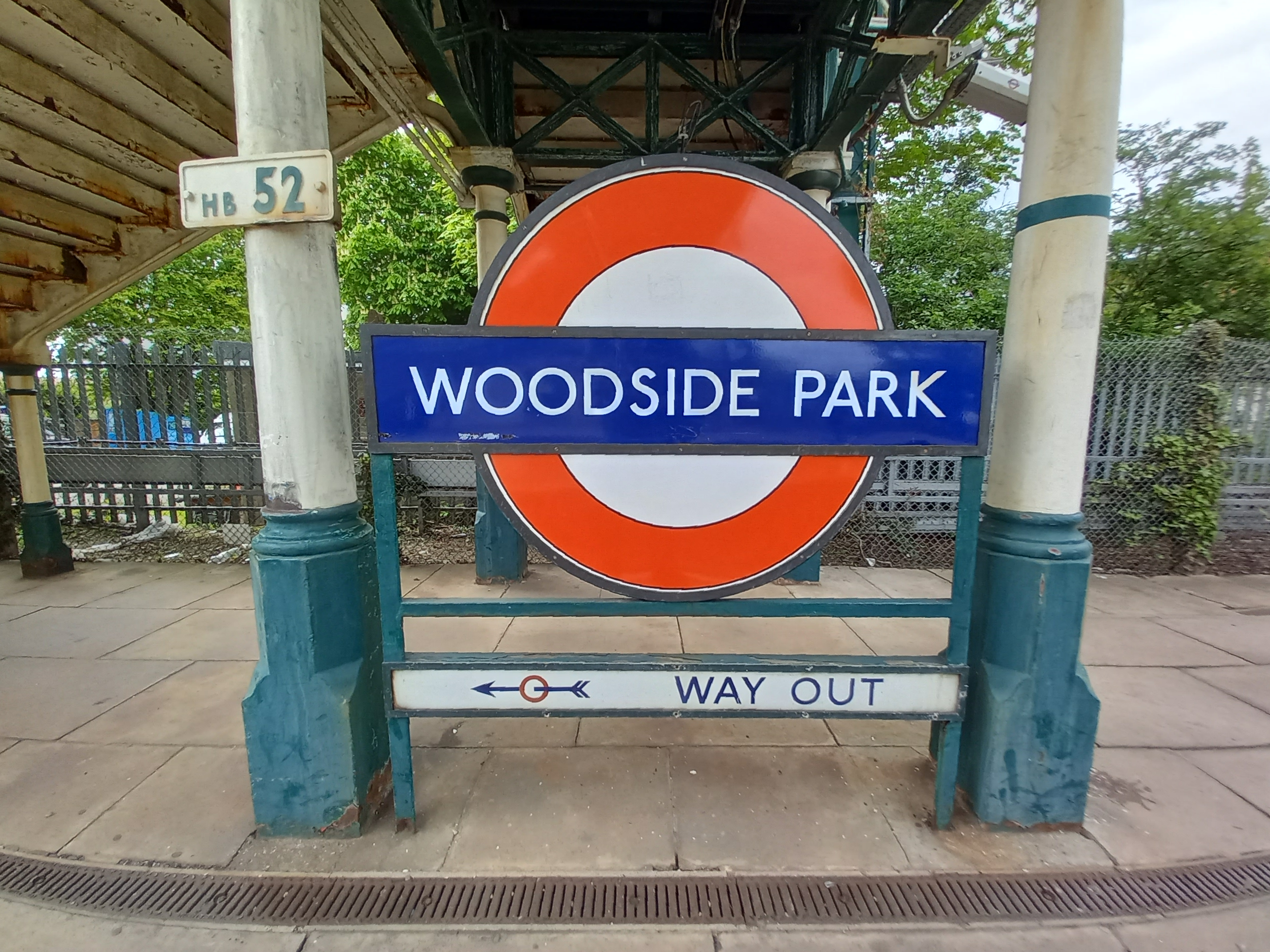
Logo londýnského metra s názvem stanice na nástupišti
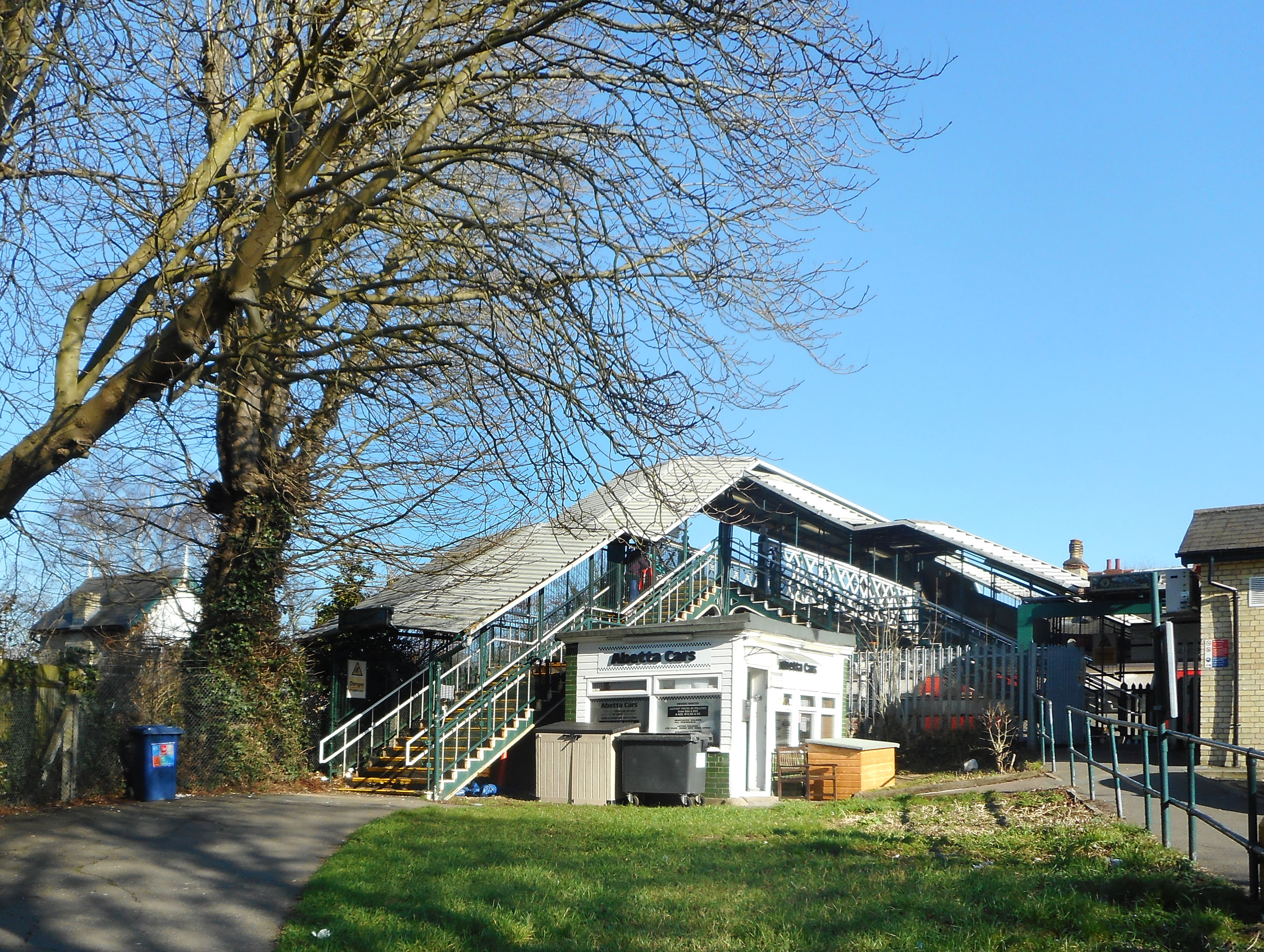
Vstup na pěší lávku přes trať
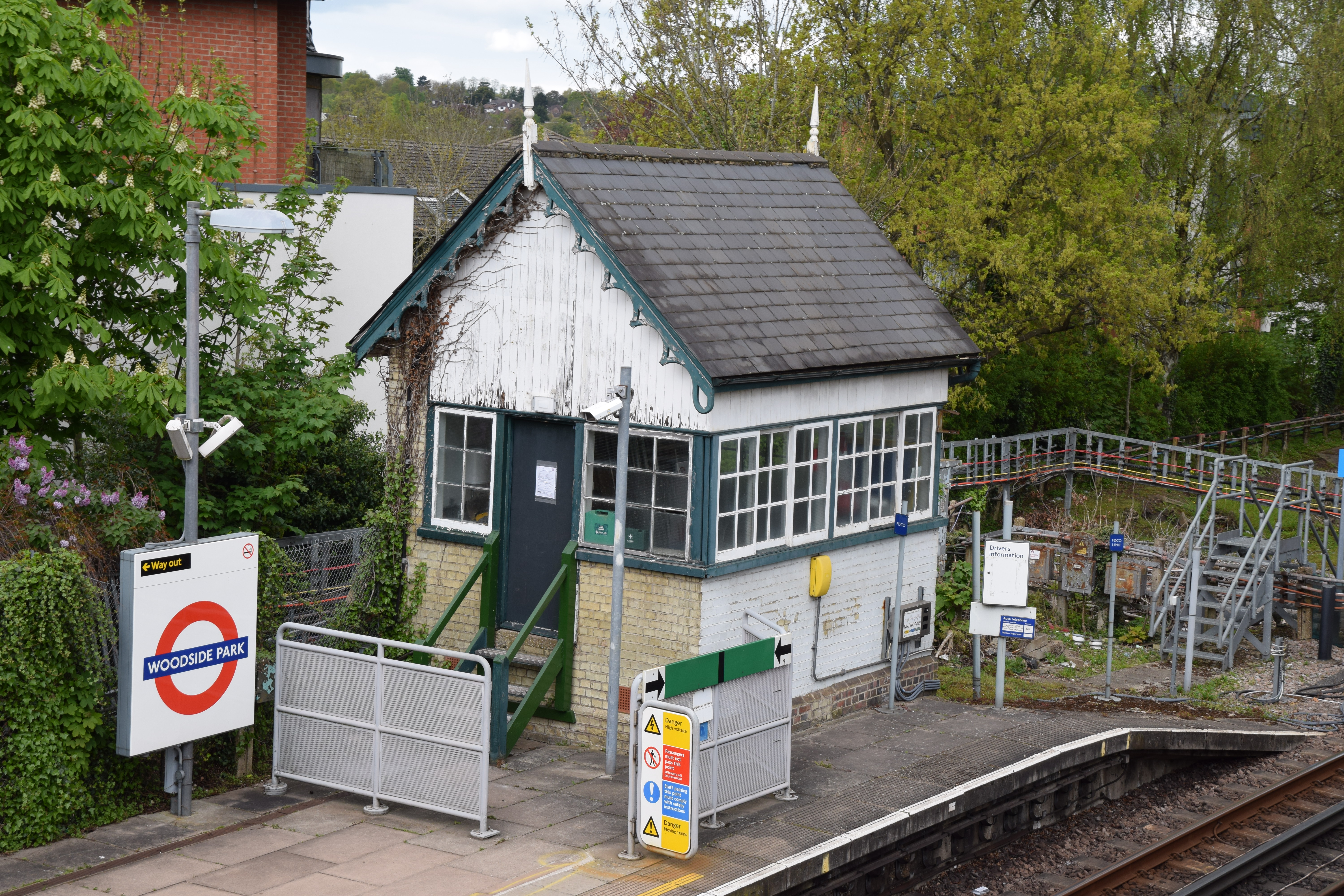
Staré stavědlo na nástupišti směr High Barnet
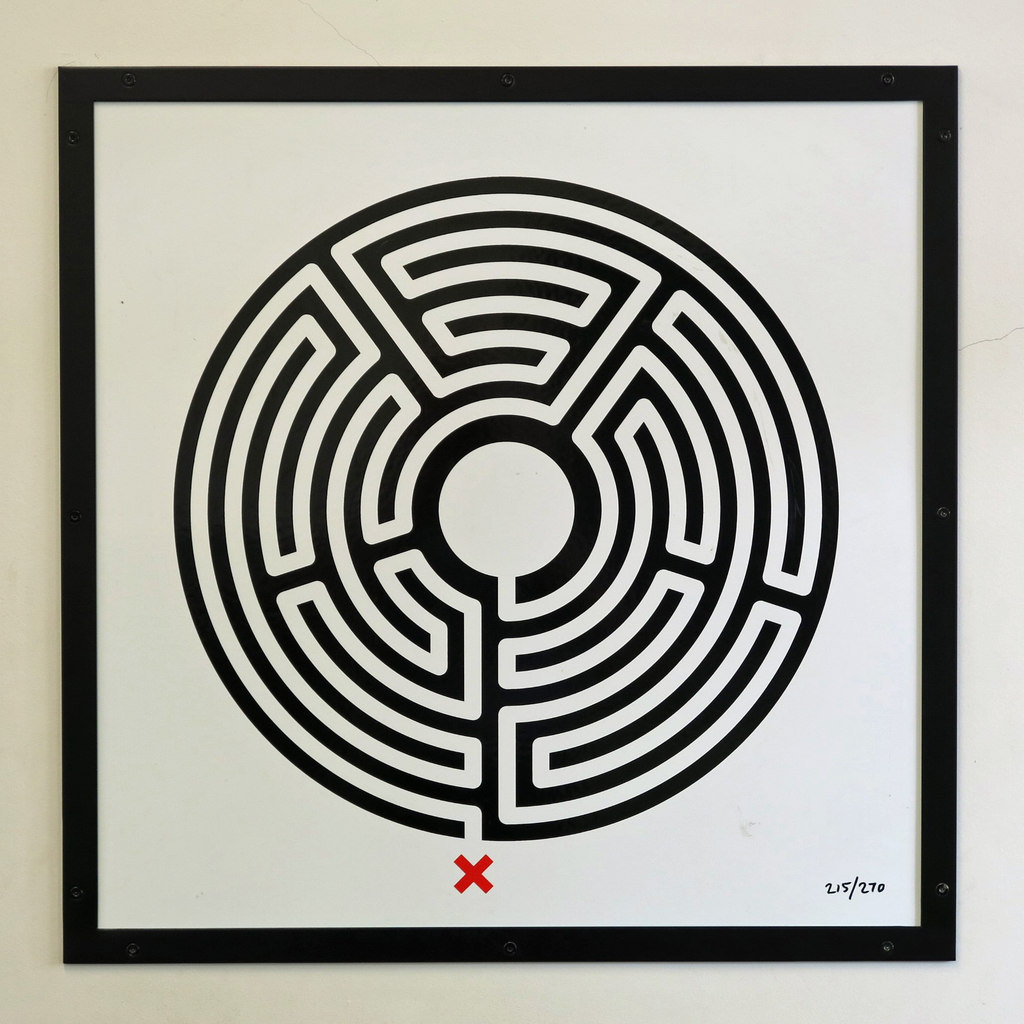
Instalace „Labyrinth“ s číslem 215